# Leakesville
Leakesville és una població dels Estats Units a l'estat de Mississipi. Segons el cens del 2000 tenia 1.026 habitants.

## Demografia
Segons el cens del 2000, Leakesville tenia 1.026 habitants, 390 habitatges, i 262 famílies. La densitat de població era de 250,7 habitants per km².
Dels 390 habitatges en un 27,2% hi vivien nens de menys de 18 anys, en un 51% hi vivien parelles casades, en un 14,9% dones solteres, i en un 32,6% no eren unitats familiars. En el 29,7% dels habitatges hi vivien persones soles el 14,9% de les quals corresponia a persones de 65 anys o més que vivien soles. El nombre mitjà de persones vivint en cada habitatge era de 2,34 i el nombre mitjà de persones que vivien en cada família era de 2,92.
Per edats la població es repartia de la següent manera: un 21,5% tenia menys de 18 anys, un 8,1% entre 18 i 24, un 19,6% entre 25 i 44, un 23,5% de 45 a 60 i un 27,3% 65 anys o més.
L'edat mediana era de 46 anys. Per cada 100 dones de 18 o més anys hi havia 66 homes.
La renda mediana per habitatge era de 26.731 $ i la renda mediana per família de 33.618 $. Els homes tenien una renda mediana de 30.208 $ mentre que les dones 19.167 $. La renda per capita de la població era de 14.674 $. Entorn del 17% de les famílies i el 21,5% de la població estaven per davall del llindar de pobresa.

## Poblacions més properes
El següent diagrama mostra les poblacions més properes.